# محاكي الجسم المضاد
محاكيات الجسم المضاد (Antibody mimetics) هي مركبات عضوية يمكنها، مثل الأجسام المضادة، الارتباط بالمستضدات بشكل خاص، ولكنها غير مرتبطة بنيويا بالأجسام المضادة. وهي أحد أنواع محاكيات البروتين، تكون عادةً ببتيدات أو بروتينات اصطناعية بكتلة مولية تتراوح من حوالي 3 إلى 20 كيلو دالتون. (الأجسام المضادة تبلغ كتلتها المولية حوالي 150 كيلو دالتون).
تُعَد الأحماض النووية والجزيئات الصغيرة أحيانًا محاكيات للأجسام المضادة أيضًا، ولكنها ليست أجسام مضادة الاصطناعية وشدفات الأجسام المضادة والبروتينات الاندماجية المكونة منها.
تتمثل مزاياها الشائعة مقارنةً بالأجسام المضادة في قابليتها للذوبان بشكل أفضل، واختراق الأنسجة، والاستقرار تجاه الحرارة والإنزيمات، وتكاليف الإنتاج المنخفضة نسبيًا. يتم تطوير محاكيات الأجسام المضادة كعوامل علاجية وتشخيصية.